# ستاخيس الرسول
ستاخيس الرسول (باليونانية: Στάχυς "ear-spike"؛ توفي 54) كان الأسقف الثاني لبيزنطة، من 38 إلى 54 بعد الميلاد. بدا أنه على صلة وثيقة بأندراوس وبولس. يقتبس أوسابيوس من أوريجانوس قوله إن أندراوس قد بشر في آسيا الصغرى وسيثيا، على طول البحر الأسود حتى نهر الفولغا وكييف، ومن ثم أصبح شفيعًا لرومانيا وروسيا.
وفقًا للتقاليد، أسس القديس أندراوس الكرسي البيزنطي في 38، ونصب ستاخيس أسقفًا (الأسقفية الوحيدة في ذلك الوقت). تطور هذا الكرسي لاحقًا ليصبح بطريركية القسطنطينية، حيث كان الرسول أندراوس شفيعا لها. ولم يتضح إذا كان ستاخيس نفس الشخص الذي دعاه بولس «عزيز» في رسالة بولس إلى أهل رومية (رو 16: 9)، ولكن على أي حال، وقال أنه يرتبط دائما في التقاليد مع خمسة غيره من الرسل (أمبلياتوس، أربان، أبلس المزكى، أريستوبلوس، ناركيسوس) وهي نفس الأسماء التي ذكرها بولس معه في رسالة بولس إلى أهل رومية (رو 16: 8-11). يوم عيده في 31 أكتوبر.

## روابط خارجية
- أنتيبيتي
- "Byzantium and the Roman Primacy".